# Harry Gullichsen
Harry Gullichsen, född den 31 oktober 1902 i Kotka, död den 4 september 1954 i Helsingfors, var en finländsk industriman. Han var gift med kända kulturpersonligheten Maire Gullichsen.
Harry Gullichsens far Alexander Gullichsen var född i Bragernes i Norge och var chef för den finländska skogsindustrifirman Ab W. Gutzeit & Co. Harry Gullichsen arbetade också i Gutzeit fram till 1927, då han anställdes av A. Ahlström Ab. År 1928 gifte han sig med Maire Ahlström, som var dotter till koncernchefen Walter Ahlström. Familjen Ahlström var en av sin tids rikaste släkter i Finland.
Efter Walter Ahlströms död 1931 blev Gullichsen chef för Ahlström. Han var känd för sin goda förhandlingsteknik. Gullichsen var en av de viktigaste personerna i den så kallade januariförlovningen år 1940, när Finska Arbetsgivarnas Centralorganisation deklarerade Finlands Fackförbunds Centralorganisation som förhandlingspart. I slutet av 1930-talet erhöll han hederstiteln bergsråd.
Harry Gullichsen hade ett stort intresse för modernistisk arkitektur och Alvar Aalto var vän i familjen. På 1930-talet utformade Aalto flera byggnader för A. Ahlström Ab runtom i Finland. Den mest kända är Gullichsens residens Villa Mairea i Norrmark.
Makarna Gullichsen hade tre barn: arkitekten Kristian Gullichsen, professor Johan Gullichsen och Lilli Alanen, som varit professor vid Uppsala universitet. Alvar Gullichsen är en sonson. Harry Gullichsen dog av hjärtinfarkt 1954.